# Cut (유닉스)
cut은 유닉스 계열에 있는 프로그램으로, 텍스트 파일의 각 줄에서 특정 부분을 자르는 데에 사용한다.

## 예제
다음과 같은 텍스트 파일이 있을 때:
```
foo
:bar:ba
z:qux:quux
one
:two:th
ree:four:five:six:seven
alp
ha:beta
:gamma:delta:epsilon:zeta:eta:teta:iota:kappa:lambda:mu
```

각 문장의 4번째부터 10번째 글자만 얻고 싶다면 다음과 같이 실행하면 된다.
```
 
$
 
cut
 
-c
 
4
-10
 
file

```

이때 출력은 다음과 같다.
```
:bar:ba
:two:th
ha:beta
```

문장 일부분의 발췌는 일반적으로 구획문자(-d — 디폴트에 의한 탭 문자)에 의해서 구분된 바이트들 (-b), 단어들(-c)이나 파일들(-f)로 된다. 범위는 N, N-M, N- (N에서 문장 끝까지)나 -M (문장 시작에서 M까지) 중 하나로 구성된 각각의 경우에 따라서 정해진다.
필드 구획문자로서 콜론 문자를 사용하면서 5번째 필드부터 각 문장의 마지막까지 출력하기 위해서는:
```
 
$
 
cut
 
-d
 
":"
 
-f
 
5
-
 
file

```

이는 다음과 같이 출력된다:
```
quux
five:six:seven
epsilon:zeta:eta:teta:iota:kappa:lambda:mu
```

## 구문
```
 cut [-b] [-c] [-f list] [-n] [-d delim] [-s] [file]
```

사용될지도 모르는 플래그들은 다음과 같다
-bBytes; -b를 따르는 리스트는 리턴될 바이트들에 의한 범위를 지정한다. 예를 들어 cut -b1-66은 문장의 최초 66 바이트들을 리턴한다. 만약 -n과 함께 사용될 경우, 어떠한 멀티-바이트 문자들도 쪼개질 수 없음을 주의하라. -bsms 1023 바이트보다 더 적은 입력어에서만 사용 가능하다는 것도 주의하라.
-cCharacters; -c를 따르는 리스트는 리턴될 문자들의 범위를 지정한다. 예를 들어서 cut -c1-66은 문장의 최초 66 문자들의 리턴한다.
-f구획 문자에 의해 구분된 필드 리스트를 지정한다.
list정수로 표시된 필드들의 콤마로 구분된 혹은 공백으로 구분된 리스트, 점진적으로 명령된다. - 표시는 필드들의 범위 포괄을 허용하기 위한 약기로서 제공된다. 예를 들어서 4-6은 범위 4-6를, 5-는 필드 5부터 끝까지를 나타내기 위한 약기로 사용된다.
-n멀티-바이트 문자들의 구분을 진압하기 위해서 -b와 함께 사용된다.
-dDelimiter; -d 옵션을 즉시 따르는 문자는 -f 옵션과 함께 사용되기 위한 필드 구획문자이다; 그 디폴트 구획문자는 탭이다. 사용되고 있는 스페이스와 셸의 문맥 안에서 특별한 의미들을 지닌 다른 문자들은 반드시 인용부호를 달거나 필요에 따라 에스케이프 되어야 한다.
-s-f가 지정되었을 때 어떠한 필드 구획 문자도 포함하지 않은 문장들은 명시되어 있지 않는한 우회한다.
file파일을 (그리고 필요하다면 동반되는 경로) 입력어로서 처리한다. 만약 어떠한 파일도 지정되지 않았다면 표준 입력어가 사용된다.

## 같이 보기
- grep
- paste
- awk